# شاتيون آن ميشاي
شاتيون آن ميشاي (بالفرنسية: Châtillon-en-Michaille)‏ هي بلدية فرنسية تقع في إقليم الأين في فرنسا. رمز إنسي لها هو:1091. أما الرمز البريدي لها فهو: 1200.